# Mohamed VI de Marruecos
Mohamed VI (en árabe: محمد السادس, en lenguas bereberes: ⵎⵓⵃⵎⵎⴷ ⵡⵉⵙⵙ ⵚⴹⵉⵚ; Rabat, 21 de agosto de 1963) es el rey de Marruecos. Accedió al trono en 1999, tras el fallecimiento de su padre, Hasán II.

## Infancia y estudios

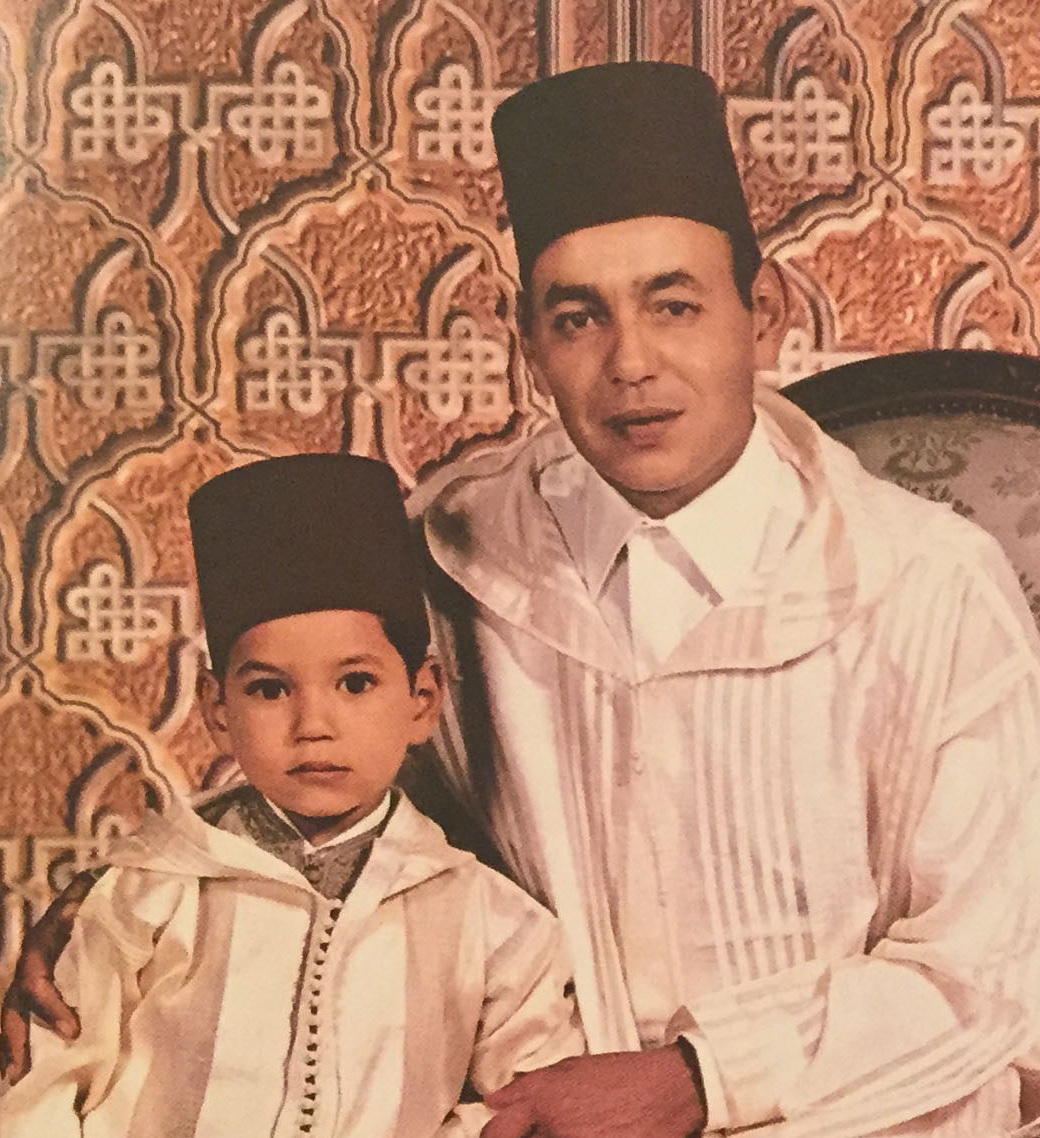
El príncipe Mohamed de niño junto con su padre el rey Hasan II.

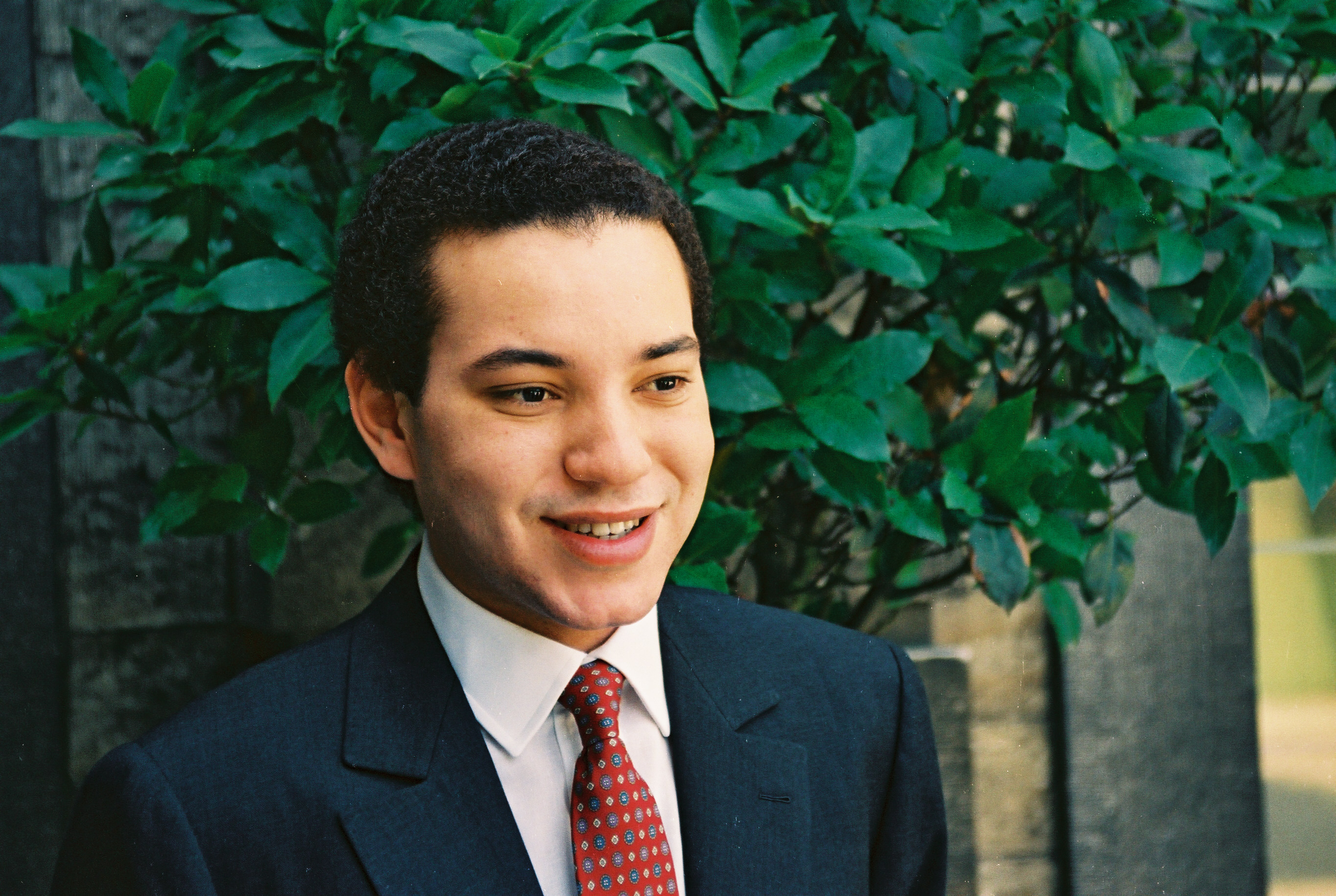
El príncipe Mohamed en 1989.

Nacido en la ciudad marroquí de Rabat el 21 de agosto de 1963, es el hijo mayor del rey Hassan II y su segunda esposa, Lalla Latifa Hammou, de origen amazig. Antes de acceder al trono, ostentó el título de príncipe de la Corona marroquí. Como sus institutrices fueron todas españolas, él y sus hermanos hablan correctamente el castellano. A los cuatro años de edad, su padre, Hasán II, le hizo ingresar en la escuela coránica del Palacio Real.
En 1985, obtuvo la licenciatura en "Ciencias jurídicas, económicas y sociales" en la Universidad de Rabat. Su memoria de licenciatura trataba sobre «La Unión árabe-africana y la estrategia del Reino de Marruecos en materia de relaciones internacionales». En 1987, obtuvo el Certificado de Estudios Superiores (CES) en ciencias políticas, con matrícula de honor. En julio de 1988 superó, con la misma nota, sus últimos exámenes para la obtención de un segundo CES en Derecho Público. Para completar su formación y vivir de forma práctica los principios y normas del Derecho aprendidos en la facultad, sus padres decidieron enviarlo a Bruselas, en noviembre de 1988, para efectuar una estancia tutelada por Jacques Delors, en aquel entonces presidente de la Comisión Europea.
Desde joven sustituyó a su padre en misiones de representación ante jefes de Estado de diversos países, y participó en numerosas reuniones y conferencias nacionales e internacionales. Su primera misión oficial en el extranjero tuvo lugar el 6 de abril de 1974, cuando en representación de Hassan II asistió al funeral del expresidente francés Georges Pompidou. Entre el 23 y el 30 de julio de 1980, efectuó una gira por diversos países africanos, reuniéndose con el presidente de Senegal, Léopold Sédar Senghor, Ahmed Sékou Touré de Guinea, Félix Houphouët-Boigny de Costa de Marfil, Ahmadou Ahidjo de Camerún y Shehu Shagari de Nigeria.
Con posterioridad ha recibido los grados de doctor en la Universidad de Niza-Sofía Antípolis en Francia, por su tesis sobre «La cooperación entre la Comunidad Económica Europea y la Unión del Magreb Árabe» (1993) y doctor honoris causa por la Universidad George Washington, en Estados Unidos (2000).

## Características de su reinado

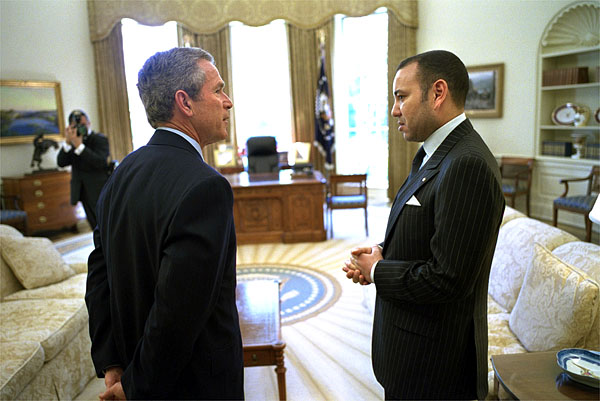
Mohamed VI reunido con el presidente estadounidense George Bush en 2002.

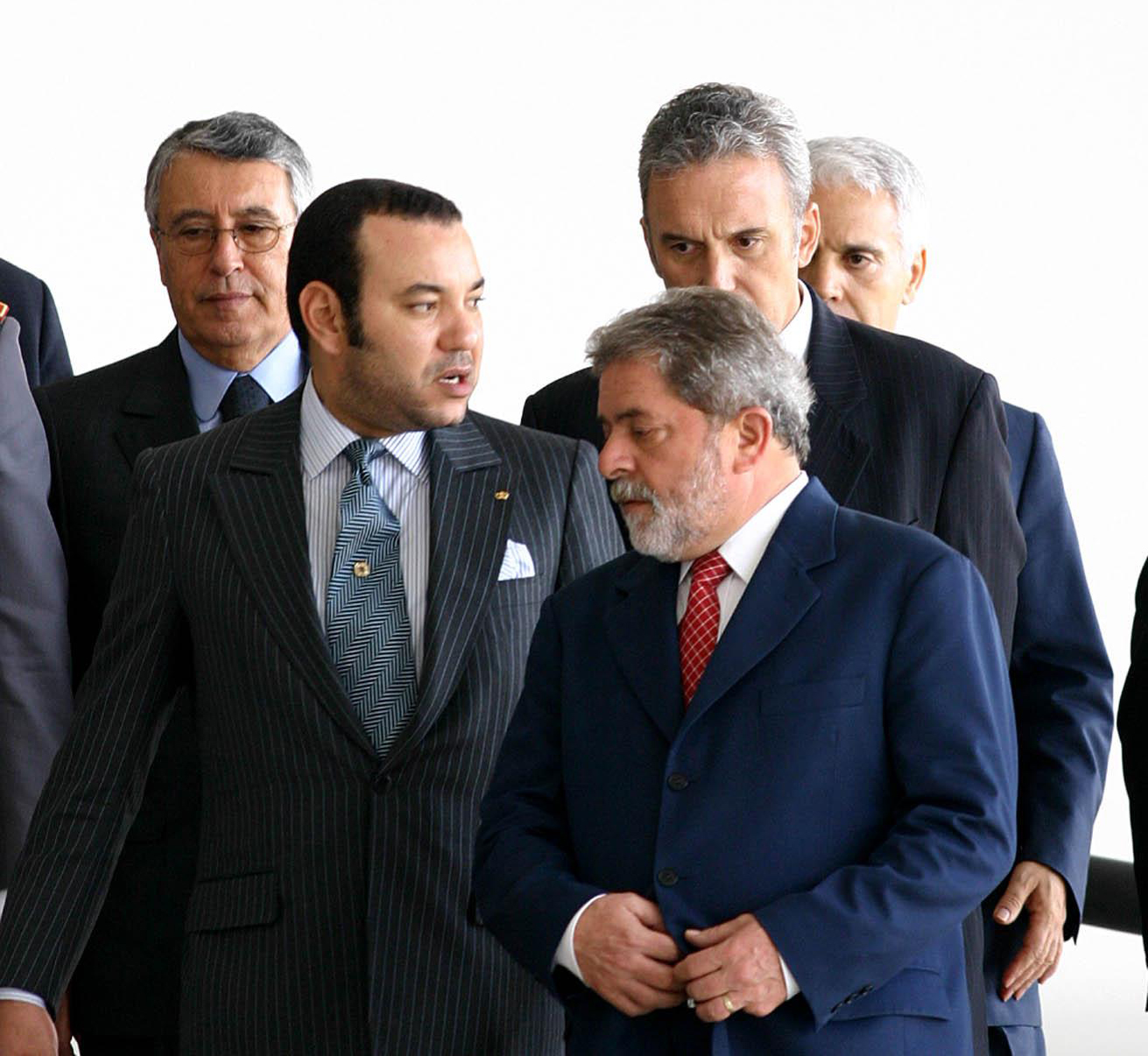
Mohammed VI con el presidente brasileño Lula da Silva en 2004.

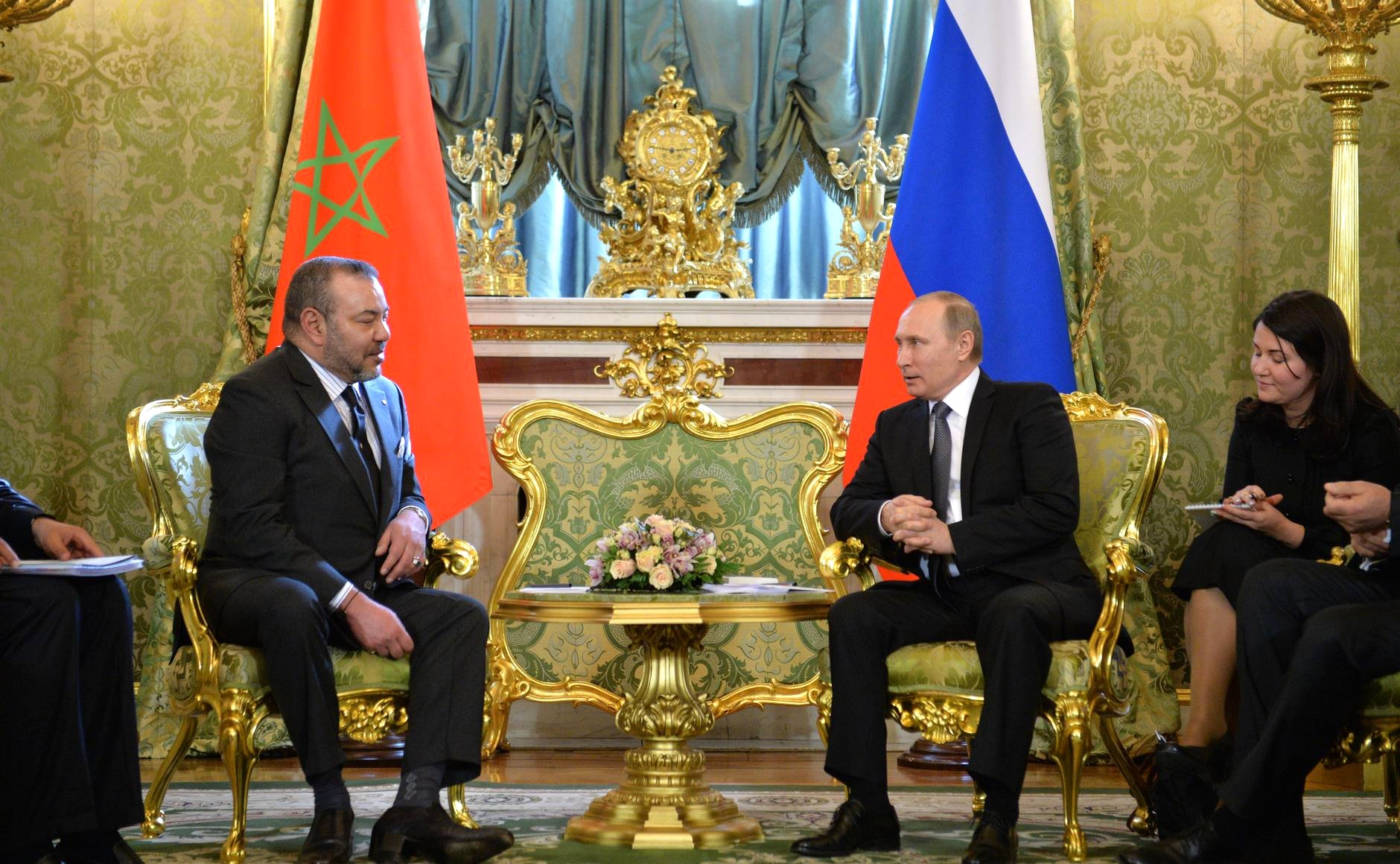
Mohammed VI con el presidente ruso Vladímir Putin en 2016.

Mohamed VI accedió al trono el 23 de julio de 1999, unas horas después de la muerte de su padre. En su primer discurso a través de la televisión, prometió acabar con la pobreza y la corrupción, creando empleo y garantizando el cumplimiento de los derechos humanos. Es el decimoctavo monarca de la dinastía alauí, que reina en Marruecos desde 1666, y de acuerdo con la Constitución de Marruecos ostenta además el cargo de Amir al-Mu'minin ('líder religioso de los fieles').
Durante su mandato, ha apoyado el pluralismo político y ha creado un nuevo código familiar, la Mudawana, que otorga mayor poder e independencia a las mujeres. También ha creado la denominada Instance Equité et Réconciliation (IER), una comisión que pretendía revisar los casos de violación de los derechos humanos durante el reinado de su padre. Sin embargo, a dicha comisión se le prohibió mencionar expresamente a Hassan II, así como investigar casos posteriores a la coronación de Mohamed VI, en 1999. Organizaciones internacionales de derechos humanos también han criticado el que la comisión no pudiera investigar ataques contra la libertad de expresión. En la misma línea aperturista, Mohamed VI permitió el regreso al país del opositor Abraham Serfaty y le reconoció nuevamente su nacionalidad marroquí.
Las relaciones de Marruecos con España durante el reinado de Mohamed VI han sido en general cordiales, salvo por determinados asuntos espinosos, como la soberanía de Ceuta y Melilla, la situación política y humanitaria en el Sáhara Occidental o los problemas con la inmigración ilegal que llega a las costas canarias y andaluzas desde el norte u oeste de Marruecos. Además, durante su reinado se produjo el incidente de la isla Perejil, durante el cual un pequeño islote de soberanía disputada fue ocupado durante unos días por el ejército marroquí antes de ser desalojado por tropas españolas. En 2007, la visita de los reyes de España a Ceuta y Melilla desencadenó un conflicto diplomático entre ambos países al llamar Marruecos a consultas a su embajador en Madrid por lo que consideró una "iniciativa reprobable"; esta crisis diplomática se resolvió dos meses después. Estos problemas se reavivaron en agosto de 2010 con las protestas de varios grupos marroquíes que acusaban a la policía de frontera de trato racista. El 14 de agosto Mohammed VI y Juan Carlos I mantuvieron una conversación telefónica para intentar mejorar la situación.
En los documentos diplomáticos de Estados Unidos filtrados a finales de 2010 se le consideraba responsable de la corrupción política en torno a los proyectos urbanísticos del país a través de empresas vinculadas con el Palacio Real. Las fuentes diplomáticas estadounidenses daban pleno crédito a que las principales instituciones y procedimientos del Estado eran utilizados por Palacio para coaccionar y solicitar sobornos en el sector inmobiliario y que, ya con Hassan II estas prácticas eran habituales, pero que durante el reinado de Mohamed VI se habían acrecentado.
Durante el periodo conocido como Primavera Árabe, el rey Mohamed VI se destacó en la región por introducir varias reformas constitucionales, aplacando así buena parte de las revueltas. Dentro de las reformas se incluyó la elección de un primer ministro dentro de los miembros del mayor partido, en vez de una persona cualquier designada por él como mandato real.   
En 2019, la Asociación Marroquí de Derechos Humanos lamenta una "escalada de violaciones de los derechos humanos y de las libertades públicas e individuales" en Marruecos, con un Estado que "elude sus compromisos internacionales y hace caso omiso de las recomendaciones e informes" al respecto. En particular, la ONG denuncia "actos de tortura o tratos crueles o degradantes" en las detenciones, especialmente tras el Hirak. En 2018, la ONG ya había destacado el aumento del número de presos políticos en el reino.

#### Apoyo a Palestina
Israel y Marruecos mantienen un  acuerdo de cooperación en materia de seguridad desde el 2020. Sin embargo, tras los cruentos ataques de las fuerzas israelía a la mezquita de Al Aqsa en abril del 2023, el rey condenó en un comunicado oficial del Ministerio de Asuntos Exteriores “la agresión y el terror contra los fieles en los lugares santos y en pleno mes sagrado de Ramadán”. Cerró su comunicado con un enfático “Exigimos que se respete el estatuto jurídico, religioso e histórico de Al Quds (nombre dado a Jerusalén por los árabes)”.
En este particular el rey cuenta con el respaldo de la oposición, los islamistas más integrados en el sistema político marroquí, que presionan la ruptura definitiva de las relaciones con “la entidad sionista”.

## Líder religioso
En su condición de jefe espiritual de los marroquíes y presidente del Consejo de Ulemas, emprendió dos reformas religiosas con el objetivo de eliminar a los elementos más integristas de la comunidad islámica marroquí. En 2004 reestructuró el Ministerio de Asuntos Religiosos y puso bajo su control los 41 755 lugares de culto, un tercio de ellos mezquitas. No obstante, en 2008, al concluir el Ramadán, anunció una nueva reforma para «premunir la fe y la identidad marroquíes de veleidades integristas». Así, las fatuas sólo podrán emitirse por un órgano religioso creado al efecto. También se creará un Consejo de Ulemas específico para los marroquíes que viven en otros países (más de tres millones). Asimismo, financió personalmente la construcción de una mezquita en el puerto chileno de Coquimbo, y un centro de diálogo entre las civilizaciones, el que lleva por nombre "Mohamed VI de Marruecos", ubicado en la misma ciudad.
La celebración de algunos rituales intensifican su poder simbólico como líder religioso. Durante una celebración anual de fidelidad conocida como "bay'a" todos los oficiales del gobierno se inclinan ante él mientras desfila a lomos de un caballo. Este evento es trasmitido por televisión nacional.

## Familia y descendencia

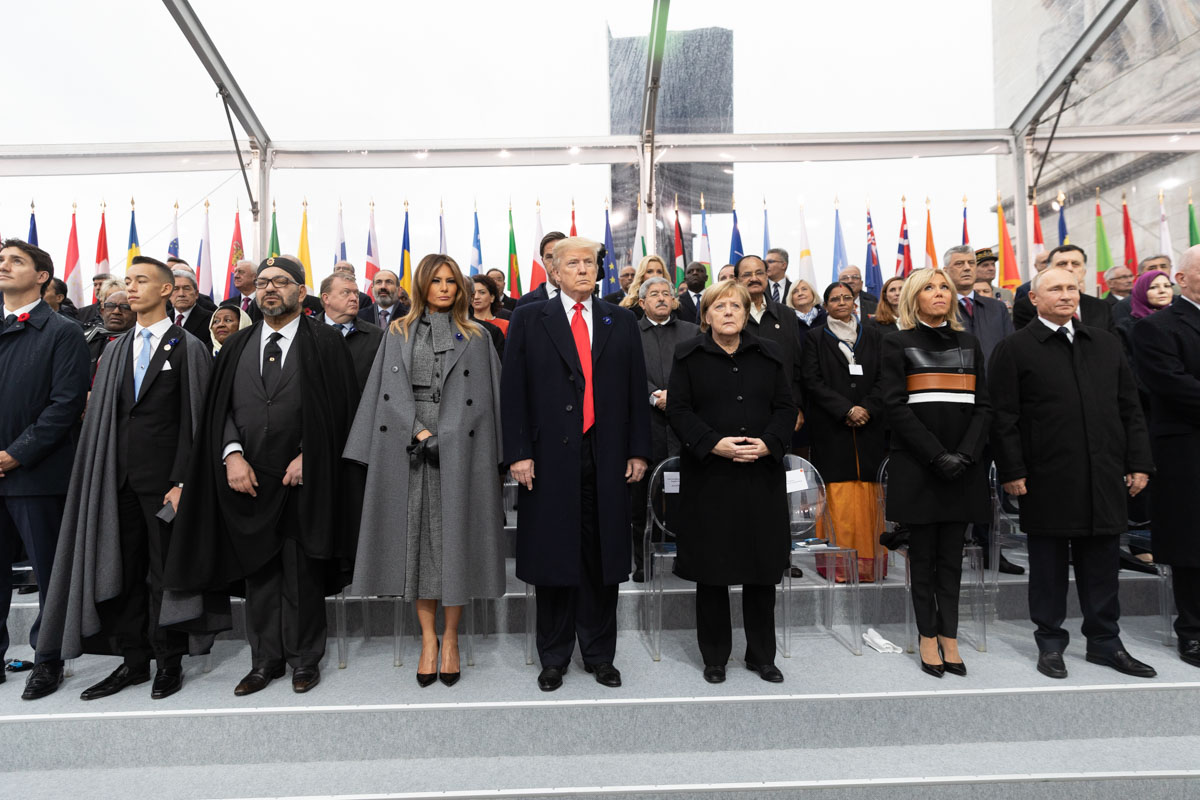
Mohammed VI (tercero por la izquierda) junto al príncipe heredero (y futuro Hasan III) Mulay Hasán (segundo por la izquierda) durante la ceremonia del centenario de la Primera Guerra Mundial, en 2018.

El rey Mohamed VI tiene un hermano, el príncipe Moulay Rachid, y tres hermanas, las princesas Lalla Meryem, Lalla Asma y Lalla Hasna.
El 21 de marzo de 2002 contrajo matrimonio en Rabat con Salma Bennani (desde entonces la princesa Lalla Salma), con la que tiene dos hijos, el príncipe heredero Moulay Hassan, (n. 8 de mayo de 2003), y la princesa Lalla Khadija (n. 28 de febrero de 2007).
En 2018 Mohamed VI y la princesa Lalla Salma concretaron su divorcio, el cual fue anunciado oficialmente 16 meses después a través de un comunicado conjunto.

## Fortuna personal

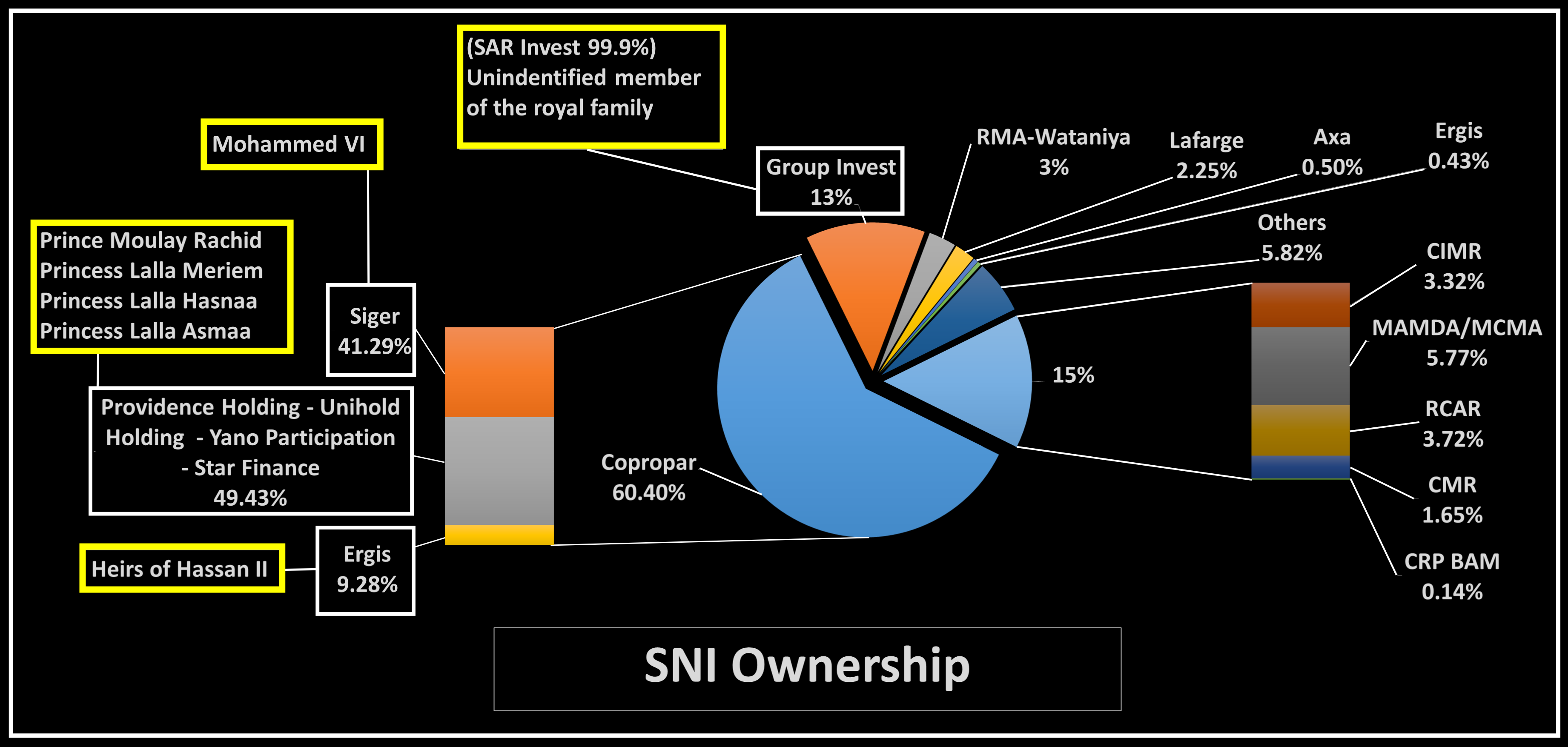
Gráfico detallando el control del holding real Société Nationale d'Investissement en junio de 2013

Mohamed VI era en 2015 la quinta persona más rica de África, con un valor neto de 5700 millones de dólares. En 2019 su valor neto era de 8200 millones de dólares. Heredó el 35% de Al Mada, antigua Societe Nationale d'Investissement, una empresa de inversión que posee participaciones en diversas empresas marroquíes y del extranjero, como Attijariwafa, el mayor banco del país, Managem Group (minería), Cosumar (producción de azúcar), y Centrale Danone, la filial marroquí de la multinacional Danone. A 2019 su participación en Al Mada estaría en el 70%. Su implicación en importantes empresas marroquíes ha llevado a sospechas de conflicto de intereses en licitaciones públicas.
El rey posee 12 palacios y 600 coches de lujo. En julio de 2019 el rey se compró uno de los yates de vela más grandes del mundo, llamado Badis 1, por unos 90 millones de dólares. En octubre de 2020 adquirió una mansión de más de 1000 m² en París, al pie de la torre Eiffel, por un valor de 80 millones de euros. La compra generó controversia e indignación en Marruecos, ya que ocurría el día antes de que el rey anunciara sus medidas para luchar contra las consecuencias económicas de la pandemia del covid-19. La mansión no es la única propiedad que el rey posee en Francia: en 2016 compró el castillo de Betz, una pequeña localidad de Oise de apenas 1000 habitantes, que pocos días después de la llegada del rey se quedó sin agua, debido al excesivo consumo de los recién llegados.
Los gastos de la casa real, con un presupuesto de 960 000 dólares en 2014, son pagados por el Estado marroquí y no por Mohamed VI. En 2021 los palacios del rey tenían más de 1000 sirvientes y costaban más de un millón de euros al día.

## Salud

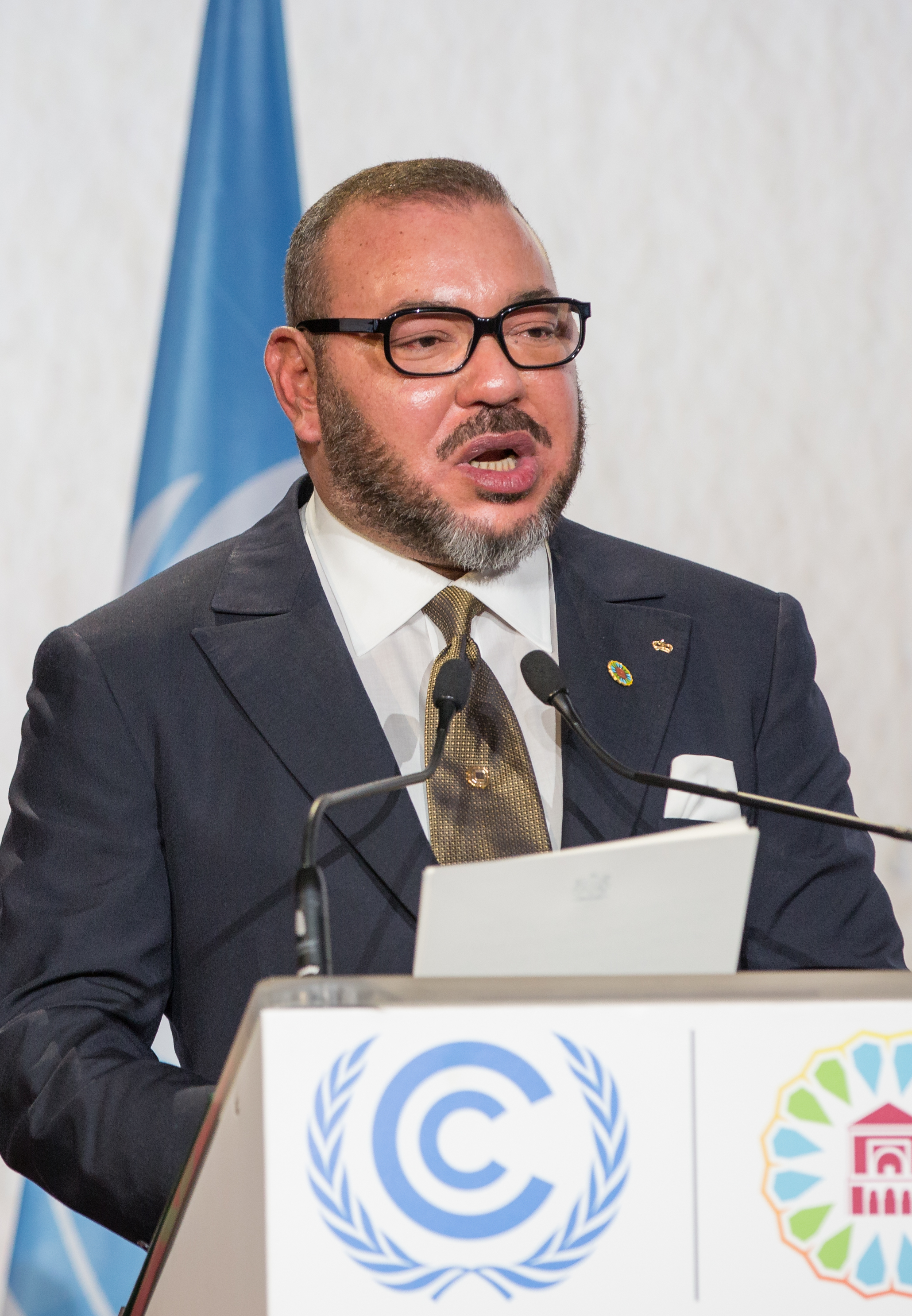
Mohammed VI hablando en la Conferencia de la ONU sobre el Cambio Climático en Marrakech, año 2016.

En 2009, por primera vez en la historia de Marruecos, el gobierno hacía público que el soberano padecía gastroenteritis y compartía el certificado médico correspondiente. La salud del rey es un tema del que pocos medios hablan; cuando lo han hecho, periodistas y directores fueron interrogados. Además de a los marroquíes, la integridad física del monarca preocupa a los políticos europeos que cuestionan las repercusiones del asunto en una región marcada por liderazgos individuales de líderes en condiciones de salud menos que óptimas.
En la década de 2010, medios y opinión pública empezaron a centrar su atención en la salud del rey a partir de un aumento de peso atípico, así como luego de una serie de actividades y visitas internacionales que canceló por motivos de salud. Aunado a lo anterior, su menor presencia en redes sociales, el agotamiento que ha mostrado en apariciones públicas, sus estancias cada vez más largas y frecuentes en Francia, y la falta de comunicación oficial sobre el tema, han generado diversos rumores sobre una posible enfermedad grave que lo tendría bajo tratamiento de cortisona, provocando aumento de peso.
El 17 de septiembre de 2017, había ingresado a la sala de operaciones para extirparle un tumor benigno del ojo izquierdo.
El 26 de febrero de 2018 Mohamed VI fue intervenido quirúrgicamente del corazón en un hospital de París. Según la comunicación oficial, el 20 de febrero el monarca presentó problemas en el ritmo cardíaco. Sus médicos confirman que padece sarcoidosis.
El 14 de junio de 2020, volvió a ser operado del corazón, esta vez en Rabat, siendo la intervención quirúrgica un éxito
La delicada salud del rey Mohamed VI de Marruecos, de 57 años, incitó el 10 de diciembre de 2020 a las autoridades marroquíes a solicitar el aplazamiento de la cumbre hispano-marroquí prevista para el 17 de diciembre de 2020, según fuentes diplomáticas en Rabat.

## Controversias

#### Excentricidades de juventud
Como legítimo heredero de su padre, Mohamed VI gozó de privilegios extraordinarios y abusó de su posición. Algo muy mal recibido en un país tan desigual y con tantas necesidades por parte de la mayoría de sus habitantes. 
Uno de los motivos de choque entre él y su padre fue siempre el apego extraordinario del joven a la vida nocturna. Llegó a adquirir una residencia en el mismo edificio de una de sus discotecas favoritas y, de acuerdo a testimonios directos de amigos de su juventud, construyó un elevador que lo llevaran de su nueva casa al bar directamente.

#### Amistad con Abu Azaitar y sus hermanos
El 20 de abril de 2018, el luchador de artes marciales mixtas (MMA) Abu Bakr Azaitar publicó en sus redes sociales una foto de él y su hermano con el rey Mohamed VI en el Palacio Real en un evento en que celebraba sus victorias deportivas. La foto expresaba cercanía y confianza muy inusuales entre un monarca y un deportista. Para entonces, el rey sufría de problemas de asma, sobrepeso y desórdenes pulmonares. El luchador, por su parte, contaba con un polémico expediente en las cárceles de Alemania por lo menos desde 2003.
Azaitar siguió demostrando abiertamente su amistad con el rey publicando fotos que daban cuenta de una cercanía cada vez mayor. Pronto el luchador y sus hermanos se hicieron parte de las rutinas reales, convirtiéndose en sus entrenadores personales. Instalaron un gimnasio en Palacio y la salud de Mohamed empezó a mejorar visiblemente. A cambio, la generosidad del rey se manifestó con privilegios: los deportistas adquirieron inmuebles costosos frente a playas reservadas, empezaron a usar los jets privados de la monarquía, a vacacionar frecuentemente con el rey a expensas de los dineros oficiales y a recibir privilegios reservados a los más exclusivos huéspedes. Incluso se les permitió enterrar a su madre en los jardines del palacio de Tánger. Abu pronto recibió labores gubernamentales, como el liderazgo de asociaciones deportivas. De esta manera los hermanos Azaitar llegaron a tener una imponente influencia en el gobierno, incluso llegando al punto de organizar la agenda del Rey.
Su vida ostentosa y sus comportamientos displicentes, incluso hacia miembros tradicionales de la casa real, salió a relucir en un artículo del 20 de diciembre de 2020 del periódico Barlamane, en donde también se exhibía el prontuario criminal de los hermanos luchadores: "Estafa, conducción sin permiso, atentado contra la integridad física, tráfico de estupefacientes, robos, falsificaciones y resistencia a las fuerzas del orden".
Desde esa fecha la prensa más apegada a la élite marroquí más tradicional no descansa en su ataque mediático contra la relación excéntrica de Mohamed VI con los hermanos Azaitar.

#### Prolongadas ausencias
A Mohamed VI se le denuncia como "el rey ausente". Entre sus estadías prolongadas en su residencia de París (bajo el pretexto de una enfermedad que padece su madre), sus largos retiros de lujo en Gabón o las Seychelles, se calcula que en 2022 estuvo fuera de Marruecos unos 200 días.
Sus prolongadas jornadas de vacaciones han causado numerosos desplantes a dignatarios extranjeros, como el primer ministro turco Recep Erdoğan en junio de 2013, el jefe del Ejecutivo surcoreano, Chung Hong-won en diciembre de 2014, el jefe del Gobierno ruso Dmitri Medvédev en octubre de 2017 y el secretario de Estado de los Estados Unidos Mike Pompeo en 2019. En febrero de 2023, tampoco recibió al presidente del Gobierno de España, Pedro Sánchez, en una cumbre bilateral hispanomarroquí.

## Trabajos publicados
- Mohamed ben el Hassan, Crown Prince of Morocco (1994). La coopération entre l'Union européenne et les pays du Maghreb (en francés). Nathan. ISBN 2-09-882202-2. OCLC 34178159.

## Títulos y tratamientos
| ● 21 de agosto de 1963-23 de julio de 1999: | Su alteza real el príncipe heredero |
| ● 23 de julio de 1999-presente:             | Su majestad el rey                  |

## Distinciones honoríficas
En el ejercicio de sus funciones, el rey Mohamed VI ha recibido numerosas condecoraciones, nacionales y extranjeras.
Nacionales
- Gran Maestre de la Orden de Muhammad (23 de julio de 1999).
- Gran Maestre de la Orden de la Lucha por la Independencia (23 de julio de 1999).
- Gran Maestre de la Orden de la Fidelidad (23 de julio de 1999).
- Gran Maestre de la Orden del Trono (23 de julio de 1999).
- Gran Maestre de la Orden del Mérito Militar (23 de julio de 1999).
- Gran Maestre de la Orden del Mérito Civil (23 de julio de 1999).
- Gran Maestre de la Orden Alauí (23 de julio de 1999).
- Gran Maestre de la Orden de la Prosperidad (23 de julio de 1999).
- Gran Maestre de la Orden del Celo (23 de julio de 1999).
- Gran Maestre de la Orden del Rescate (23 de julio de 1999).
- Gran Maestre de la Orden del Trabajo (23 de julio de 1999).
- Gran Maestre de la Orden del Mérito Deportivo (23 de julio de 1999).
- Gran Maestre de la Orden de la Eficiencia Intelectual (23 de julio de 1999).

Extranjeras
- Caballero del collar de la Orden del Mérito Civil (Reino de España, 2 de junio de 1979).[50]
- Caballero gran cruz de la Real y Distinguida Orden de Carlos III (Reino de España, 23 de junio de 1986).[51]
- Caballero del collar de la Real Orden de Isabel la Católica (Reino de España, 16 de septiembre de 2000).[52]
- Caballero del collar de la Orden del Libertador San Martín (República Argentina, 6 de diciembre de 2004).[53]
- Caballero del collar de la Real y Distinguida Orden de Carlos III (Reino de España, 14 de enero de 2005).[54]

## Ancestros
|  |                                        |  |  |  |  |  |  |  |  |  |  |  |  |  |  |  |
|  | 16. Sultán Hasán I de Marruecos        |  |  |  |  |  |  |  |  |  |  |  |  |  |  |  |
|  |                                        |  |  |  |  |  |  |  |  |  |  |  |  |  |  |  |
|  |                                        |  |  |  |  |  |  |  |  |  |  |  |  |  |  |  |
|  | 8. Sultán Yusef de Marruecos           |  |  |  |  |  |  |  |  |  |  |  |  |  |  |  |
|  |                                        |  |  |  |  |  |  |  |  |  |  |  |  |  |  |  |
|  |                                        |  |  |  |  |  |  |  |  |  |  |  |  |  |  |  |
|  | 17. Lalla Ruqiya                       |  |  |  |  |  |  |  |  |  |  |  |  |  |  |  |
|  |                                        |  |  |  |  |  |  |  |  |  |  |  |  |  |  |  |
|  |                                        |  |  |  |  |  |  |  |  |  |  |  |  |  |  |  |
|  | 4. Rey Mohamed V de Marruecos          |  |  |  |  |  |  |  |  |  |  |  |  |  |  |  |
|  |                                        |  |  |  |  |  |  |  |  |  |  |  |  |  |  |  |
|  |                                        |  |  |  |  |  |  |  |  |  |  |  |  |  |  |  |
|  | 9. Lalla Yaqut                         |  |  |  |  |  |  |  |  |  |  |  |  |  |  |  |
|  |                                        |  |  |  |  |  |  |  |  |  |  |  |  |  |  |  |
|  |                                        |  |  |  |  |  |  |  |  |  |  |  |  |  |  |  |
|  | 2. Rey Hasán II de Marruecos           |  |  |  |  |  |  |  |  |  |  |  |  |  |  |  |
|  |                                        |  |  |  |  |  |  |  |  |  |  |  |  |  |  |  |
|  |                                        |  |  |  |  |  |  |  |  |  |  |  |  |  |  |  |
|  | 20. Sultán Hasán I de Marruecos (= 16) |  |  |  |  |  |  |  |  |  |  |  |  |  |  |  |
|  |                                        |  |  |  |  |  |  |  |  |  |  |  |  |  |  |  |
|  |                                        |  |  |  |  |  |  |  |  |  |  |  |  |  |  |  |
|  | 10. Moulay Mohammed bin Hassan         |  |  |  |  |  |  |  |  |  |  |  |  |  |  |  |
|  |                                        |  |  |  |  |  |  |  |  |  |  |  |  |  |  |  |
|  |                                        |  |  |  |  |  |  |  |  |  |  |  |  |  |  |  |
|  | 5. Lalla Abla bint Mohammed al-Tahar   |  |  |  |  |  |  |  |  |  |  |  |  |  |  |  |
|  |                                        |  |  |  |  |  |  |  |  |  |  |  |  |  |  |  |
|  |                                        |  |  |  |  |  |  |  |  |  |  |  |  |  |  |  |
|  | 1. Mohamed VI de Marruecos             |  |  |  |  |  |  |  |  |  |  |  |  |  |  |  |
|  |                                        |  |  |  |  |  |  |  |  |  |  |  |  |  |  |  |
|  |                                        |  |  |  |  |  |  |  |  |  |  |  |  |  |  |  |
|  | 24. Mouha ou Aqqa                      |  |  |  |  |  |  |  |  |  |  |  |  |  |  |  |
|  |                                        |  |  |  |  |  |  |  |  |  |  |  |  |  |  |  |
|  |                                        |  |  |  |  |  |  |  |  |  |  |  |  |  |  |  |
|  | 12. Mouha ou Hammou Zayani             |  |  |  |  |  |  |  |  |  |  |  |  |  |  |  |
|  |                                        |  |  |  |  |  |  |  |  |  |  |  |  |  |  |  |
|  |                                        |  |  |  |  |  |  |  |  |  |  |  |  |  |  |  |
|  | 6. Hassan ould Mouha ou Hammou Zayani  |  |  |  |  |  |  |  |  |  |  |  |  |  |  |  |
|  |                                        |  |  |  |  |  |  |  |  |  |  |  |  |  |  |  |
|  |                                        |  |  |  |  |  |  |  |  |  |  |  |  |  |  |  |
|  | 13. Hennou                             |  |  |  |  |  |  |  |  |  |  |  |  |  |  |  |
|  |                                        |  |  |  |  |  |  |  |  |  |  |  |  |  |  |  |
|  |                                        |  |  |  |  |  |  |  |  |  |  |  |  |  |  |  |
|  | 3. Lalla Fatima Amahzoune              |  |  |  |  |  |  |  |  |  |  |  |  |  |  |  |
|  |                                        |  |  |  |  |  |  |  |  |  |  |  |  |  |  |  |
|  |                                        |  |  |  |  |  |  |  |  |  |  |  |  |  |  |  |

## Sucesión
| Predecesor: Hassan II | Rey de Marruecos 1999-presente | Sucesor: En el cargo |